# Площадь Яна Палаха
Площадь Яна Палаха (чеш. Náměstí Jana Palacha) — площадь в Праге. Находится в Старом городе, на правом берегу Влтавы, между Еврейским кладбищем и Манесовым мостом.

## География
Площадь Яна Палаха находится в Старом городе Праги между Влтавой, улицами Капрова и 17 ноября. С запада от площади отходит Манесов мост. Центральная часть площади представляет собой небольшой парк, где установлена скульптура композитора Антонина Дворжака.
На площади находится трамвайная остановка Staroměstská.

## Название
Первоначальное название площади было Рейдиште, в соответствии с находившейся здесь школой верховой езды (чеш. Rejdiště — поездка). С 1916 по 1919 год носила название площадь императрицы Циты, а с 1919 по 1942 год — площадь Бедржиха Сметаны. Во время немецкой оккупации она называлась Моцартплац, а после её окончания снова площадь Сметаны.
С 1952 года называлась Красноармейской площадью. После самосожжения Яна Палаха площадь была переименована в его честь, официально она была так названа 20 декабря 1989 года.

## История

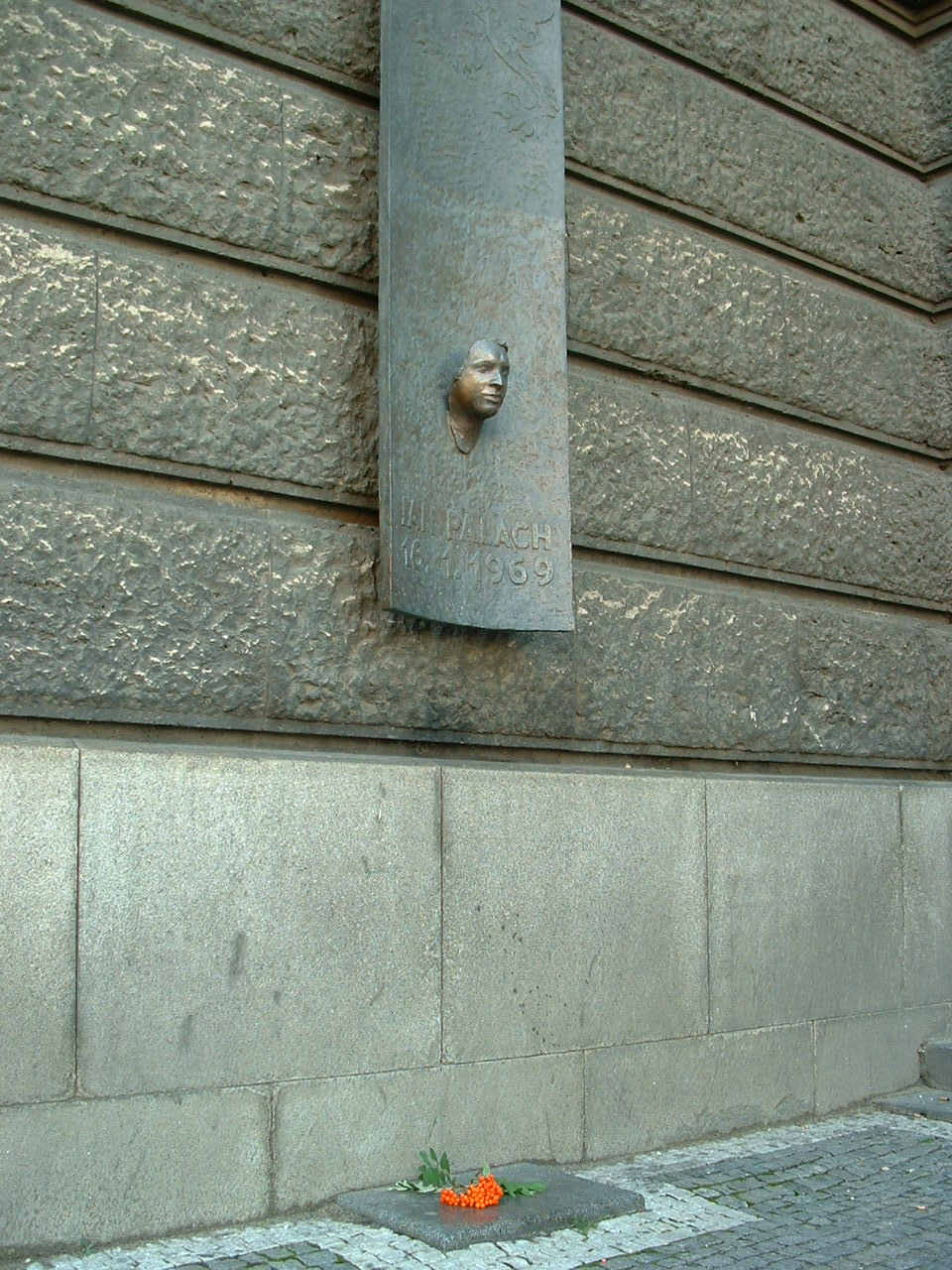
Табличка Яна Палаха

В начале 19 века территория современной площади была заброшенным местом. Жители старого города также использовали это место как свалку, позже здесь построили так называемый прядильный дом — фабрику, на которой осуждённые должны были прясть шерсть.
Только в конце 19 века площадь постепенно приобрела свой современный вид. Архитекторы Йозеф Зитек и Йозеф Шульц разработали первые предложения для этого в 1870-х годах. Сначала на месте старого манежа был построен концертно-галерейный корпус «Рудольфинум», позже к нему добавились Академия художеств и Музей прикладного искусства. Неоклассическое здание факультета искусств на восточной стороне появилось в 1920-х годах.
В начале 19 века отсюда можно было добраться на пароме до пражского Малого города на левом берегу реки Влтавы. Чугунный пешеходный мост был построен в 1860-х году. Современный Манесов мост длиной 186 м и шириной 16 м был построен в 1914 году.
Центр площади оформлен в виде парка, где в 2000 году была открыта статуя Антонина Дворжака.

## Здания и сооружения
На площади находятся:

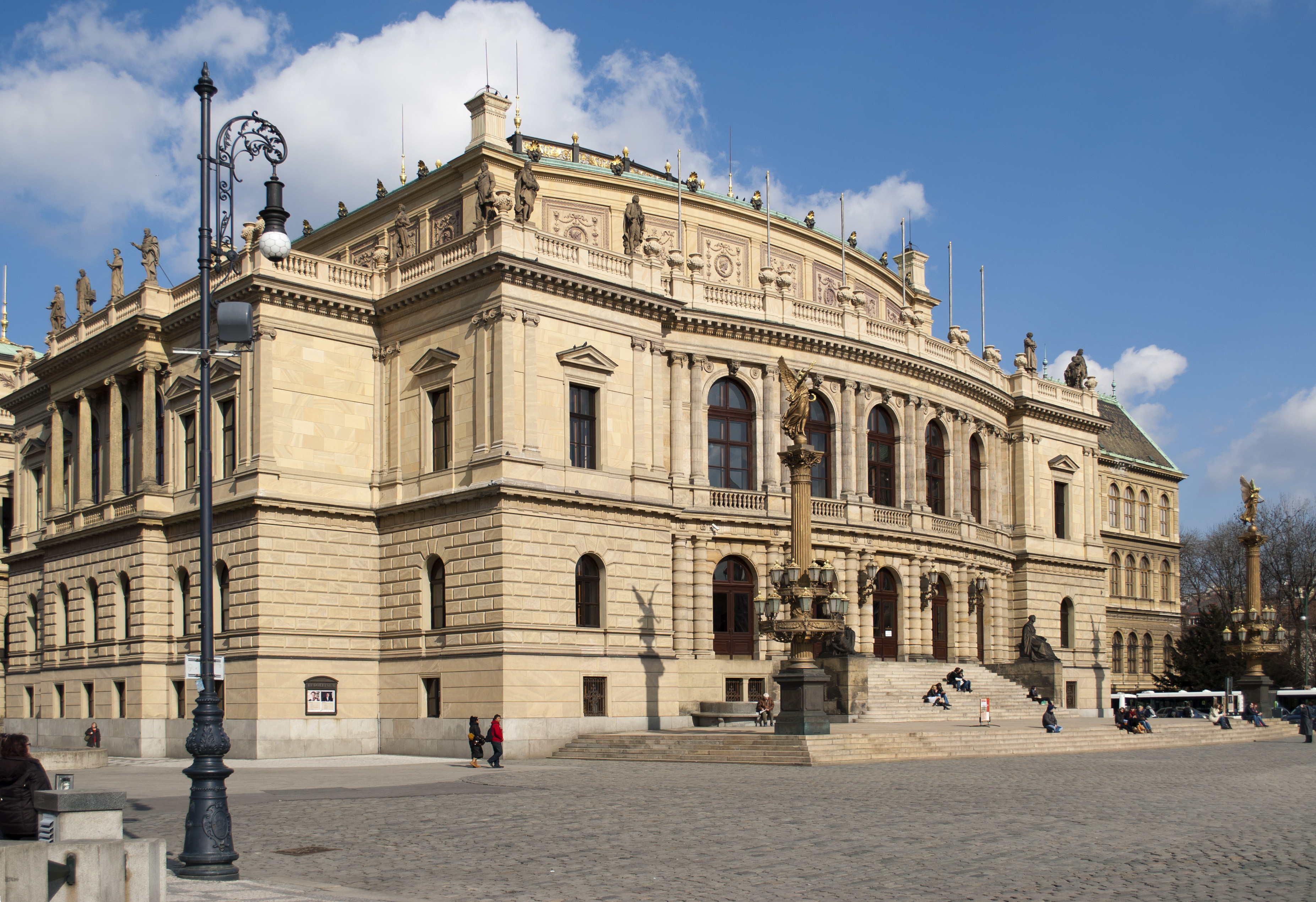
Рудольфинум

- Концертный и выставочный зал Рудольфинум. Открыт 7 февраля 1885 года, назван в честь принца Австро-Венгерской империи Рудольфа.

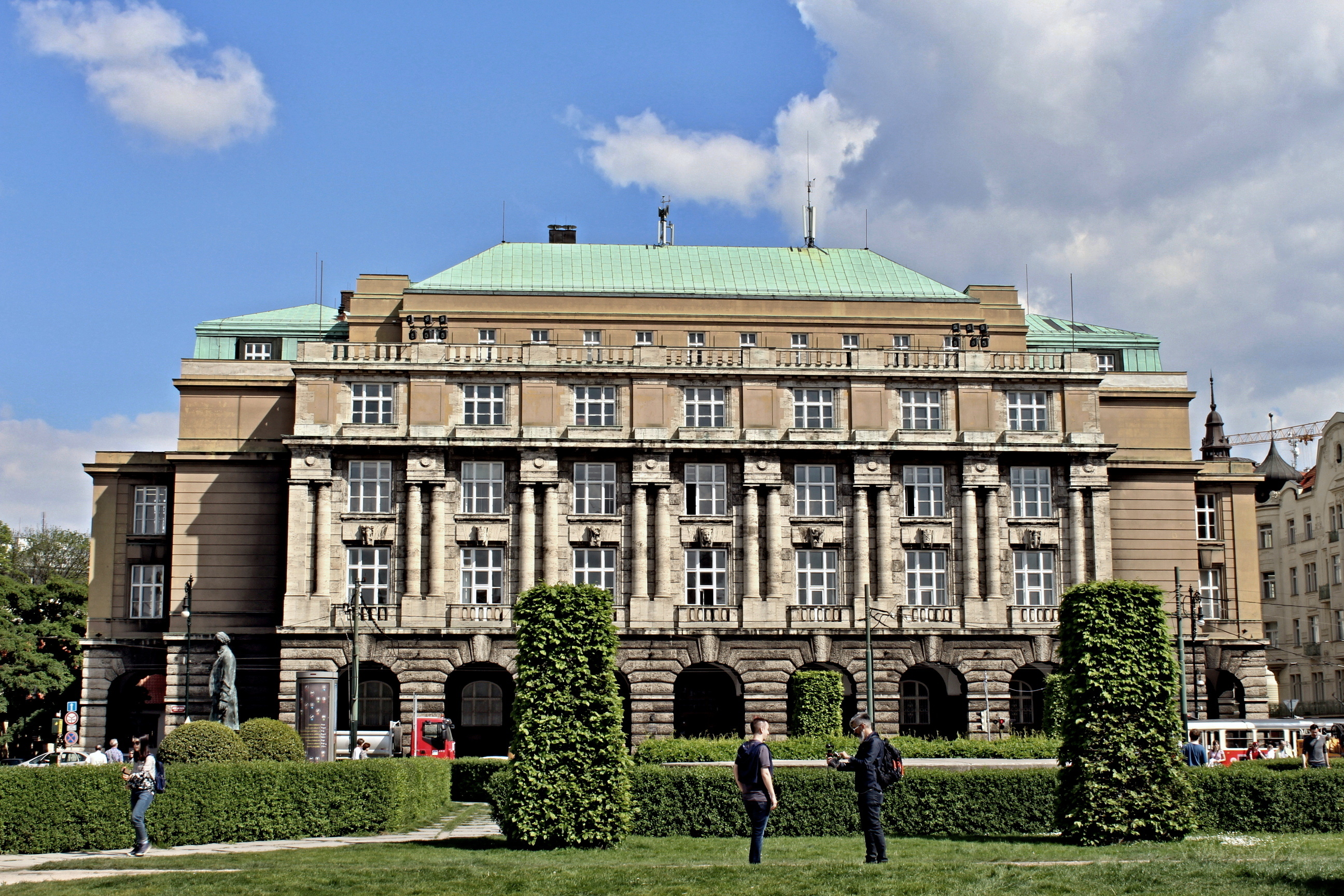
Философский факультет Карлова университета

- Философский факультет Карлова университетаПражский музей прикладного искусства находится в северо-восточном углу площади. Здание в стиле неоренессанс по проекту архитектора Йозефа Шульца было официально открыто в 1900 году. На востоке граничит непосредственно со Старым еврейским кладбищем. В Музее декоративного искусства находится самая большая коллекция прикладного искусства в Чехии. Экспонаты датируются всем периодом от поздней античности до современности . Кроме того, здесь находится крупнейшая в Чехии специальная библиотека по предметам искусства и истории искусства.
- Философский факультет Карлова университета. Неоклассическое здание на восточной стороне площади было построено в 1920-х годах. С 1929 года является штаб-квартирой философского факультета Карлова университета. На углу улицей Широкая, на здании бронзовая табличка с посмертной маской студента Яна Палаха.
- Чешская высшая школа прикладного искусства. Здание было построено между 1882 и 1885 годами.
- Памятник Яну Палаху. К югу от Манесова моста на площади находится мемориал в память о трагической гибели (самоубийстве) Яна Палаха. Пара скульптур под названием «Дом матери и дом сына» — работа американского скульптора Джона Хейдука. (Оригинальное английское название «Дом самоубийцы» и «Дом матери самоубийцы».) Скульптор представил скульптуру президенту Чехословакии Вацлаву Гавелу и чехословацкому народу во время своего визита в Прагу в октябре 1991 года. Деревянная модель была впервые установлена в Пражском Граде. В 2015 году монумент с символическим пламенем было изготовлен из стали и установлен на берегу Влтавы на площади Яна Палаха. Он был торжественно открыт в январе 2016 года.